# Mannophryne trujillensis
Mannophryne trujillensis es una especie de anfibio anuro de la familia Aromobatidae.

## Distribución geográfica
Esta especie es endémica del estado de Trujillo en Venezuela. Habita en la cordillera de Mérida entre los 700 y 850 m de altitud.

## Descripción
Mannophryne trujillensis mide de 20 a 23 mm para los machos y de 23 a 27,5 mm para las hembras. Su espalda es marrón, marrón oscuro (con o sin manchas claras) o marrón sucio. Su garganta varía de gris o gris oscuro. La parte frontal de su vientre es de color amarillo intenso, uniforme o gris o incluso gris para algunas hembras. Su vientre es blanco o grisáceo para los machos y amarillo o blanquecino (o gris y blanco) para las hembras.

## Etimología
Su nombre de especie, compuesto por trujill[o] y el sufijo latín -ensis, significa "que vive en, que habita", y le fue dado en referencia al lugar de su descubrimiento.

## Publicación original
- Vargas Galarce & La Marca, 2006 "2007" : A new species of collared frog (Amphibia: Anura: Aromobatidae: Mannophryne) from the Andes of Trujillo state, Venezuela. Herpetotropicos, vol. 3, n.º 1, p. 51-57[5]